# 10682 Kutryk
10682 Kutryk este o planetă minoră (asteroid), cu un diametru de 2,823 km, din centura de asteroizi. A fost descoperită pe 22 mai 1980 la Observatorul La Silla de Henri Debehogne. 
Obiectul prezintă o orbită caracterizată de o semiaxă mare de 2,1558028 UAi, o excentricitate de 0,17, o înclinație de 1,01032 ° în raport cu ecliptica.